# Oviemuno Ejaria
Oviemuno Ejaria (Londen, 18 november 1997) is een Engels voetballer die doorgaans als offensieve middenvelder speelt. Hij stroomde in 2016 door vanuit de jeugd van Liverpool.

## Clubcarrière
Ejaria is afkomstig van de jeugdacademie van Liverpool. Op 20 september 2016 debuteerde hij in het eerste elftal in de League Cup tegen Derby County. Hij viel na 78 minuten in voor Roberto Firmino. Liverpool won het uitduel met 0–3 dankzij doelpunten van Ragnar Klavan, Philippe Coutinho en Divock Origi.

## Clubstatistieken
| Seizoen     | Club         | Competitie           | Competitie | Competitie | Competitie | Beker | Beker | Beker | Europa | Europa | Europa | Totaal | Totaal | Totaal |
| Seizoen     | Club         | Competitie           | Wed.       | Dlp.       | Ass.       | Wed.  | Dlp.  | Ass.  | Wed.   | Dlp.   | Ass.   | Wed.   | Dlp.   | Ass.   |
| ----------- | ------------ | -------------------- | ---------- | ---------- | ---------- | ----- | ----- | ----- | ------ | ------ | ------ | ------ | ------ | ------ |
| 2016/17     | Liverpool    | Premier League       | 2          | 0          | 0          | 6     | 0     | 0     | 0      | 0      | 0      | 8      | 0      | 0      |
| Club Totaal | Club Totaal  | Club Totaal          | 2          | 0          | 0          | 6     | 0     | 0     | 0      | 0      | 0      | 8      | 0      | 0      |
| 2017/18     | → Sunderland | Championship         | 11         | 1          | 0          | 0     | 0     | 0     | —      | —      | —      | 11     | 1      | 0      |
| Club Totaal | Club Totaal  | Club Totaal          | 11         | 1          | 0          | 0     | 0     | 0     | 0      | 0      | 0      | 11     | 1      | 0      |
| 2018/19     | → Rangers    | Scottish Premiership | 14         | 1          | 1          | 3     | 0     | 0     | 11     | 1      | 0      | 28     | 2      | 1      |
| Club Totaal | Club Totaal  | Club Totaal          | 14         | 1          | 1          | 3     | 0     | 0     | 11     | 1      | 0      | 28     | 2      | 1      |
| 2018/19     | → Reading    | Championship         | 16         | 1          | 2          | 0     | 0     | 0     | —      | —      | —      | 16     | 1      | 2      |
| 2019/20     | → Reading    | Championship         | 36         | 3          | 5          | 3     | 0     | 0     | —      | —      | —      | 39     | 3      | 5      |
| 2020/21     | Reading      | Championship         | 38         | 3          | 5          | 0     | 0     | 0     | —      | —      | —      | 38     | 3      | 5      |
| 2021/22     | Reading      | Championship         | 14         | 2          | 0          | 0     | 0     | 0     | —      | —      | —      | 14     | 2      | 0      |
| Club Totaal | Club Totaal  | Club Totaal          | 104        | 9          | 12         | 3     | 0     | 0     | 0      | 0      | 0      | 107    | 9      | 12     |
| TOTAAL      | TOTAAL       | TOTAAL               | 131        | 11         | 13         | 12    | 0     | 0     | 11     | 1      | 0      | 154    | 12     | 13     |